# Verticordia coronata
Verticordia coronata är en myrtenväxtart som beskrevs av Alexander Segger George. Verticordia coronata ingår i släktet Verticordia och familjen myrtenväxter. Inga underarter finns listade i Catalogue of Life.